# Липский, Андрей Анатольевич
Андрей Анатольевич Липский (26 февраля 1965 — 2015) — советский и российский гребец. Мастер спорта СССР международного класса.
Тренировался под руководством Алексея Камкина. Победитель юношеского чемпионата мира 1983 года во Франции. Дважды становился серебряным призёром чемпионата мира среди юношей (1981, 1982).
Участник Олимпийских игр 1988 года в Сеуле (шестое место в двойке с рулевым). Выступал на чемпионате мира 1989 года в Югославии.
После распада СССР представлял Российскую Федерацию. Принял участие в чемпионатах мира 1993 года в Чехии и 1995 года в Финляндии.